# 근사록 (보물)
근사록(近思錄)은 고려 공민왕 때의 책으로, 대한민국 보물 제1077호이다.

## 개요
《근사록》은 고려 공민왕 19년(1370년)에 이인민(李仁敏)이 원본을 번각한 책이다. 이 책은 송(宋)의 주희(朱熹)와 여조겸(呂祖謙)이 성리학의 기본이 되는 주돈이의 《태극도설》, 장재(張載)의 《서명(西銘)》·《정몽(正蒙)》 등 중요한 문헌을 골라 편찬한 일종의 성리학의 독본으로서, 고려 말 진덕수의 《심경(心經)》과 더불어 송학의 쌍벽을 이루고 있다.
이 책의 판식은 사주단변(四周單邊), 유계(有界), 반엽(半葉) 8항 18자, 소자쌍행(小子雙行), 흑구(黑口), 상하하향흑어미(上下下向黑魚尾)이고, 제14권 제15장 끝에 묵기가 새겨져 있다. 즉 장방형 안에‘星山李氏刊于晋陽(성산이씨간우진양)’이란 전문이 새겨지고, 그 다음의 종형(鐘形) 안에‘洪武三年(홍무2년)’과 정형(鼎形) 안에‘李魯淑(이노숙)’이 각각 새겨져 있어 간행사항에 관한 것을 정확히 알 수 있다. 책의 말미에는‘庚戌(1370년)己丑朔星山李魯淑識(경술기축삭성산이노숙지)’라고 자서한 발문이 있다. 그 글에 의하면, 당시 진주목사 이인민이 고려 공민왕 19년 봄에 진주로 부임할 때, 사예(司藝) 박상충(朴尙衷)이 송별의 기념으로 선사한 것인데, 그가 평소부터 구하려던 책을 쉽게 얻었으므로 기쁜 나머지 진주에 와서 곧 간행하였다고 하였다.
이 책은 중국의 원각이긴 하나 고려의 유서가 드물게 전해지고 있는 점에서 그 전래가 매우 귀중한 책이다.

## 참고 자료
- 근사록 - 국가유산청 국가유산포털

 본 문서에는 서울특별시에서 지식공유 프로젝트를 통해 퍼블릭 도메인으로 공개한 저작물을 기초로 작성된 내용이 포함되어 있습니다.